# کوبا لیبره
کوبا لیبره (Cuba Libre) نوعی کوکتل هایبال است که با کولا، لیمو ترش و رام تهیه می‌شود. در ایالات متحده و کانادا به آن بیشتر رام یا کوک گفته می‌شود.